# ناتئ الفك العلوي للمحارة الأنفية السفلية
ناتئ الفك العلوي للعظم المحاري السفلي(بالإنجليزية: Maxillary process of inferior nasal concha)‏ يكون الصماخ الأنفي السفلي يقع تحت المحارة الأنفية السفلية ووحشيهاالمحار الانفي السفلي، و تكون الصفيحة الرقيقة، منحنية إلى الأسفل بشكل أفقي وتعبر مع الفك العلوي وتشكل جزءا من الجدار الإنسي للجيب الفكي . عادةً ما تتم عملية التجويف أو التعديل الأنفي في حال الانسداد الأنفي دون المساس بالصباغ .